# Клеобул
Клеобул (стгрч. ΚλεοβουλοςΚλεοβουλος, око 600-530. п. н. е.) - тиранин родоског града Линдоса из 570. п. н. е., син Евагоре, један од „седам грчких мудраца“ из 6. века пре нове ере. 

## Политичка активност
Као владар Линдоса 40 година, Клеобул је обновио чувени храм Атине од Линдије и саградио аквадукт који је град снабдевао водом све до средњег века (део аквадукта је у употреби и данас). Резултат Клеобулових војних похода било је освајање Ликије.

## Филозофија
Клеобул се залагао за обуку и васпитање жена, између осталог, због своје деце имао је само ћерку, песникињу Клеобулину, познату по загонеткама исписаним хексаметром. Њему се приписују изреке: „Најбоље је држати се умерености“ (старогрчки: μετρον αριστον), „Треба да слушаш, али не прислушкујеш“, „Не чини ништа са насиљем“, „Не грди и не милује своје жена пред другима: прво је непристојно, а друго може да разбесни друге”, „Не презири инфериорне”, „Добре људе је лако преварити” и многе друге сличне. Аутор бројних песама, шарада и загонетки, укључујући и оне које су дошле до нас.
Климент Александријски је Клеобула назвао краљем Линдијана, а Плутарх је о њему говорио као о тиранину. Писмо које цитира Диоген Лаертије, у којем Клеобул позива Солона у Линдос да потражи уточиште од тиранина Пизистрата у Атини, каснији је оспорен као фалсификат. У Египту је Клеобул студирао филозофију. Верује се да је Клеобул живео до седамдесет година и да је био познат по својој снази и лепоти.
На северном крају залива Линдос налази се камена хумка која се назива „Клеобулова гробница“.
По њему је назван и астероид 4503 Клеобул, откривен 1989. године.